# Louvencourt
Louvencourt és un municipi francès situat al departament del Somme i a la regió dels Alts de França. L'any 2007 tenia 263 habitants.

## Demografia

### Població
El 2007 la població de fet de Louvencourt era de 263 persones. Hi havia 100 famílies de les quals 24 eren unipersonals (24 dones vivint soles i 24 dones vivint soles), 32 parelles sense fills, 32 parelles amb fills i 12 famílies monoparentals amb fills.
La població ha evolucionat segons el següent gràfic:
Habitants censats

### Habitatges
El 2007 hi havia 117 habitatges, 98 eren l'habitatge principal de la família, 10 eren segones residències i 10 estaven desocupats. Tots els 115 habitatges eren cases. Dels 98 habitatges principals, 87 estaven ocupats pels seus propietaris, 7 estaven llogats i ocupats pels llogaters i 4 estaven cedits a títol gratuït; 2 tenien dues cambres, 10 en tenien tres, 22 en tenien quatre i 64 en tenien cinc o més. 92 habitatges disposaven pel capbaix d'una plaça de pàrquing. A 41 habitatges hi havia un automòbil i a 47 n'hi havia dos o més.

### Piràmide de població
La piràmide de població per edats i sexe el 2009 era:
| Homes | Edats   | Dones |
| ----- | ------- | ----- |
| 0     | 95 o +  | 0     |
| 0     | 90 a 94 | 0     |
| 0     | 85 a 89 | 12    |
| 4     | 80 a 84 | 0     |
| 12    | 75 a 79 | 12    |
| 8     | 70 a 74 | 24    |
| 4     | 65 a 69 | 0     |
| 8     | 60 a 64 | 12    |
| 0     | 55 a 59 | 4     |
| 8     | 50 a 54 | 4     |
| 4     | 45 a 49 | 4     |
| 4     | 40 a 44 | 0     |
| 16    | 35 a 39 | 12    |
| 12    | 30 a 34 | 16    |
| 16    | 25 a 29 | 4     |
| 0     | 20 a 24 | 0     |
| 0     | 15 a 19 | 0     |
| 20    | 10 a 14 | 4     |
| 20    | 5 a 9   | 8     |
| 16    | 0 a 4   | 8     |

## Economia

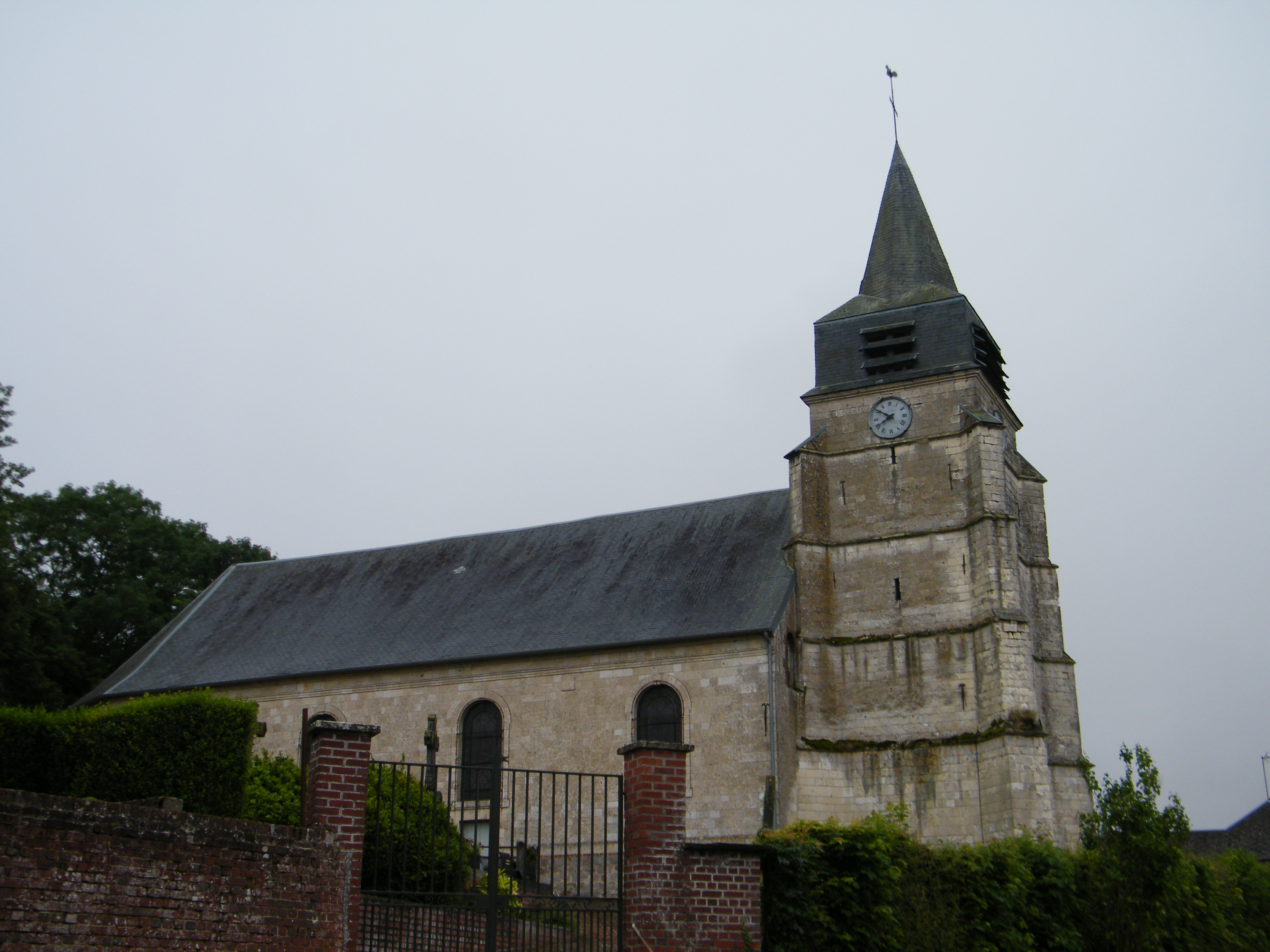
Església

El 2007 la població en edat de treballar era de 149 persones, 106 eren actives i 43 eren inactives. De les 106 persones actives 99 estaven ocupades (53 homes i 46 dones) i 7 estaven aturades (3 homes i 4 dones). De les 43 persones inactives 17 estaven jubilades, 10 estaven estudiant i 16 estaven classificades com a «altres inactius».

### Ingressos
El 2009 a Louvencourt hi havia 101 unitats fiscals que integraven 257 persones, la mediana anual d'ingressos fiscals per persona era de 15.435 €.

### Activitats econòmiques
Dels 4 establiments que hi havia el 2007, 2 eren d'empreses de construcció, 1 d'una empresa de comerç i reparació d'automòbils i 1 d'una empresa immobiliària.
Dels 3 establiments de servei als particulars que hi havia el 2009, 1 era un taller de reparació d'automòbils i de material agrícola, 1 guixaire pintor i 1 lampisteria.
L'any 2000 a Louvencourt hi havia 17 explotacions agrícoles que ocupaven un total de 960 hectàrees.

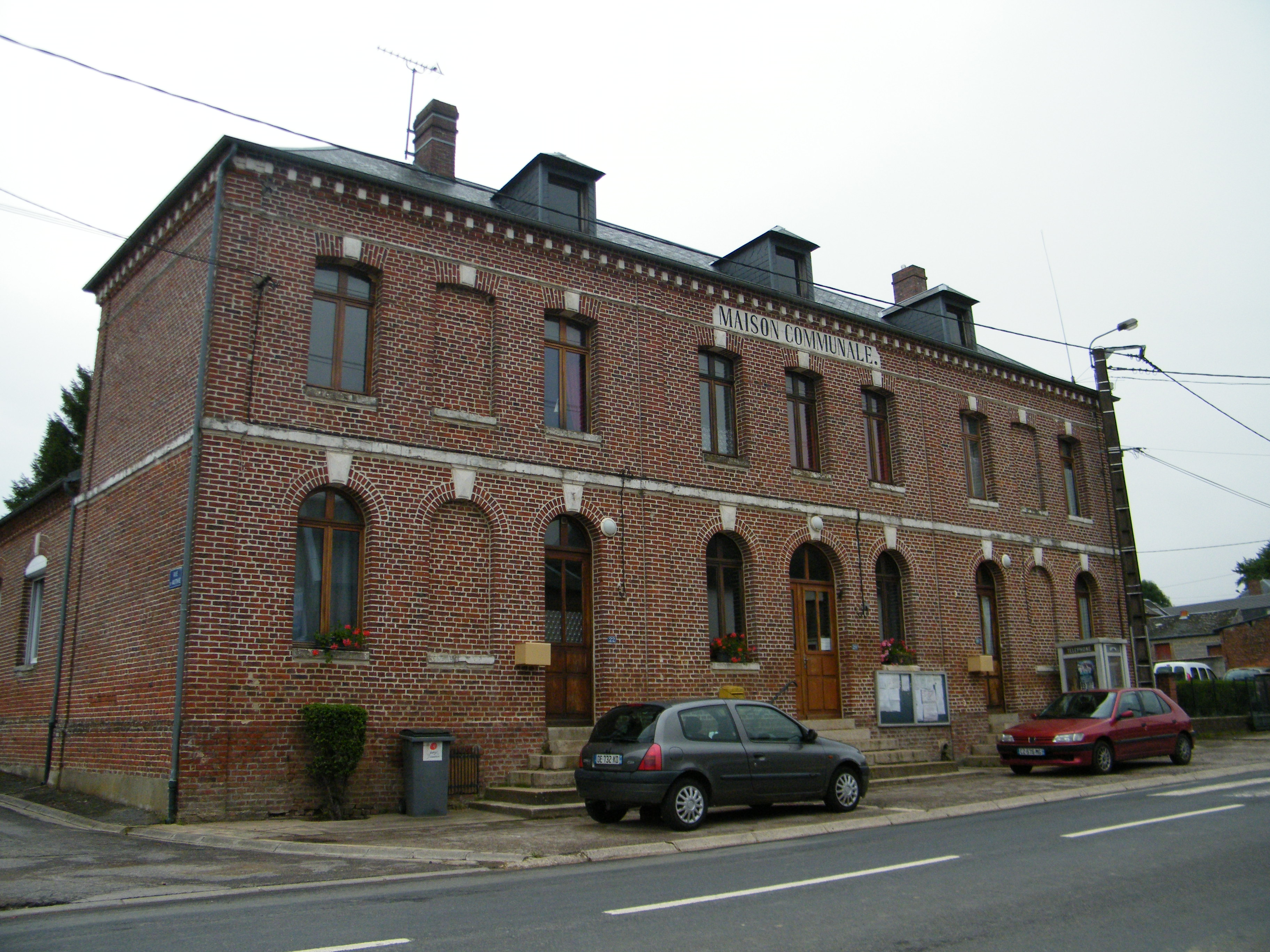

## Poblacions més properes
El següent diagrama mostra les poblacions més properes.